# Lam Teungoh (Peukan Bada)
Lam Teungoh is een bestuurslaag in het regentschap Aceh Besar van de provincie Atjeh, Indonesië. Lam Teungoh telt 199 inwoners (volkstelling 2010).